# Chrysobothris carteri
Chrysobothris carteri es una especie de escarabajo del género Chrysobothris, familia Buprestidae. Fue descrita científicamente por Obenberger en 1923.